# Josef Streb
Josef Streb (né le 16 avril 1912 et mort le 22 août 1986 à Munich) était un joueur de football allemand, qui évoluait au poste d'attaquant.

## Biographie
Streb évolue au FC Wacker Munich durant sa carrière de club et est sélectionné en tant qu'attaquant pour participer à la coupe du monde 1934 en Italie, où son équipe finit à la 3e place.